# Епархия Бон-Жезус-ду-Гургеи
Епархия Бон-Жезус-ду-Гургеи (лат. Dioecesis Boni Iesu a Gurgueia) — епархия Римско-Католической церкви с центром в городе Бон-Жезус, Бразилия. Епархия Бон-Жезус-ду-Гургеи входит в митрополию Терезины. Кафедральным собором епархии Бон-Жезус-ду-Гургеи является церковь Пресвятой Девы Марии.  

## История
18 июня 1920 года Римский папа Бенедикт XV издал буллу Ecclesiae universae, которой учредил епархию Бон-Жезус-ду-Гургеи, выделив её из епархии Терезины.

## Ординарии епархии
- епископ Pedro Pascual Miguel y Martínez (1924—1926)
- епископ Ramón Harrison Abello (1926—1928)
- епископ Inocéncio Lopez Santamaria (1930—1958)
- епископ José Vázquez Díaz (1958—1989)
- епископ Ramón López Carrozas (1989 — по настоящее время)

## Источник
- Annuario Pontificio, Ватикан, 2007
- Булла Institutionis propositum  (лат.)